# Nolana lezamae
Nolana lezamae är en potatisväxtart som beskrevs av M.O.Dillon, S.Leiva och Quip. Nolana lezamae ingår i släktet cymbalblommor, och familjen potatisväxter. Inga underarter finns listade i Catalogue of Life.